# Меч и колдовство

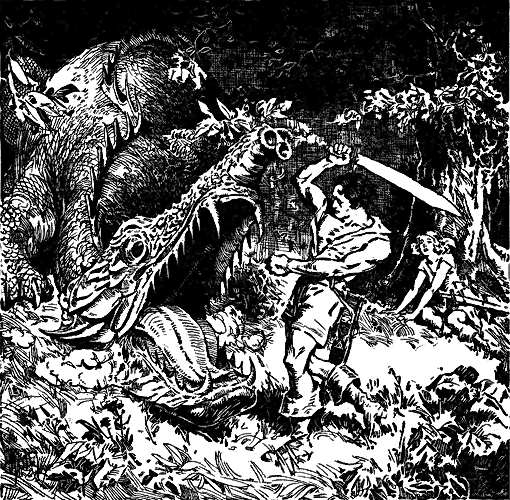
Иллюстрация к рассказу «Гвозди с красными шляпками» Роберта Говарда в выпуске журнала Weird Tales

«Меч и колдовство» или «Меч и магия» (англ. Sword and sorcery, S&S) — поджанр фэнтези, произведения которого повествуют о героях, вовлечённых в захватывающие и жестокие приключения. Также в сюжете часто присутствуют романтические элементы, фигурирует магия, сверхъестественные силы и существа. В отличие от произведений т.н. высокого фэнтези, истории этого жанра, хотя и весьма драматичные, сосредоточены скорее на личных проблемах персонажей, нежели на вещах, угрожающих миру. Элементы сюжетов поджанра обычно сочетаются вместе с героическим фэнтези.

## Истоки
Американский писатель Фриц Лейбер впервые ввёл термин «меч и колдовство» в 1961 году в ответ на письмо британского писателя Майкла Муркока в фэнзине Amra, в котором тот предложил придумать специальный термин для одного приключенческо-фэнтезийного рассказа, написанного Робертом Говардом. Первоначально Муркок предложил словосочетание «эпическое фэнтези». Лейбер ответил в журнале Ancalagon (6 апреля 1961 г.), предложив «меч и колдовство» как «хорошую популярную фразу для произведений в этой области». Он развил свою мысль в июльском выпуске Amra за 1961 год:
Я более чем когда-либо уверен, что подобные рассказы следует называть не иначе как историями «меча и колдовства». Это точно описывает сочетание культурного уровня и сверхъестественных элементов, а также сразу разграничивает их с историями «плаща и меча» [историческое приключение] — и (совершенно точно) с историями «плаща и кинжала» [приключения шпионов]! 
С момента создания термина было предпринято много попыток дать точное его определение. Хотя многие писатели и публицисты обсуждали и более тонкие моменты, все они согласились с тем, что сюжет рассказов поджанра должен быть динамичным, насыщенным действиями, он должен разворачиваться в мифических или фантастической мирах, при этом в начале главные герои могут быть чем-либо опорочены. В отличие от других видов фэнтези, элементы сюжета в историях «меча и колдовства», как правило, носят личный характер, а напряжённые повествовательные эпизоды кратковременны и быстро разрешаются.
Многие произведения поджанра превратились в длинные приключенческие серии. Не слишком грандиозные сюжеты делают их в некоторой степени более правдоподобным, в сравнении с романами эпического фэнтези. То же самое и с характерами героев; большинство из них — бродяги по своей природе, они находят покой после окончания странствий и авантюр смертельно скучным, а потому зачастую снова отправляются на поиски приключений.